# Litoral (Mbini)
Litoral (deutsch Küste) ist eine Provinz Äquatorialguineas auf dem Festlandsteil Mbini mit der Hauptstadt Bata.
Die Provinz ist in drei Distrikte unterteilt: Bata, Cogo und Mbini.

## Geographie
Die Provinz liegt im Westen Mbinis und grenzt im Norden an Kamerun, im Süden an Gabun und im Osten an die Provinz Centro Sur. Im Westen liegt der Golf von Guinea. Litoral ist die einzige Festlandsprovinz mit Meereszugang. Zur Provinz gehören neben dem festländischen Hauptteil auch die im Südwesten vorgelagerten Inseln Corisco, Elobey Grande und Elobey Chico.

## Nachweise
1. ↑  Instituto Nacional de estadística de Guinea Ecuatorial: Anuario estadístico de Guinea Ecuatorial 2018, abgerufen am 28. November 2020